# Hynek Krušina II. z Lichtenburka
Hynek Krušina II. z Lichtenburka (okolo 1295–1336) byl český šlechtic z krušinovské větve rodu Lichtenburků.

## Život
Narodil se jako syn Hynka Krušiny I. z Lichtenburka a jeho neznámé manželky, jež byla dcerou Záviše z Falkenštejna. Spolu se svým bratrem Janem Krušinou I. z Lichtenburka se v pramenech poprvé objevil v roce 1310, a to po boku svého otce. Stejně jako jejich otec Hynek s Janem používali přízvisko Krušina, kterým se zřejmě označoval ten, kdo bezhlavě drtí vše kolem sebe. Po otci, jenž zemřel okolo roku 1315, oba bratři zdědili polovinu města Brodu (dnešní Havlíčkův Brod) s okolím, kde se těžilo stříbro. Druhou polovinu města vlastnil jejich prastrýc Rajmund z Lichtenburka. Ten svůj podíl na Brodu však v roce 1319 prodal králi Janu Lucemburskému, aby se zbavil svých dluhů. Od českého krále polovinu Brodu ještě téhož roku zakoupil příbuzný Lichtenburků Jindřich z Lipé. Už příští rok pán z Lipé ale vystupoval jako majitel celého Brodu, což znamená, že zřejmě donutil Hynka II. a Jana I. Krušinu, aby mu předali i jeho druhou polovinu. V pramenech Hynek Krušina II. a jeho bratr po roce 1310 znovu figurovali až roku 1323, kdy na hradu Lichnici svědčili na listině syna svého prastrýce Jindřicha II. z Lichtenburka.
Další zmínka o Hynkovi pochází z roku 1327, kdy za 52 kop grošů spolu se svým bratrem prodal notáři Reimbotovi čtvrtinu šachty v Kutné Hoře, což dokazuje, že oba Krušinové byli aktivní v oblasti horního podnikání a investovali do kutnohorských dolů. Po roce 1327 se Hynkův bratr Jan vytratil z pramenů a patrně brzy poté zemřel. Roku 1329 Hynek znovu svědčil na listině Jindřicha II. z Lichtenburka. V roce 1336 se zúčastnil pohraniční války mezi českým králem Janem Lucemburským a rakouskými vévody, ve které při dobývání Gunthersdorfu padl. Co všechno po ztrátě Brodu Hynek Krušina vlastnil a kde sídlil, není známo. Snad se jeho majetky ještě stále nacházely v původní rodové doméně na Havlíčkobrodsku.

## Potomci
1. manželství ∞ Budiše
- Jan Krušina III. z Lichtenburka (před 1327 – po 1342)
- Hynek Krušina III. z Lichtenburka (před 1327 – po 1372) ∞ Anežka